# Under a Pale Grey Sky
Under a Pale Grey Sky es un álbum doble de la banda brasileña Sepultura grabado en vivo el 16 de diciembre de 1996 en la Brixton Academy de Londres. Este fue el último show no solo de la gira "Roots", sino también de Max Cavalera en la voz y guitarra de Sepultura. Fue lanzado por Roadrunner Records en 2002, cuando el grupo ya había firmado un contrato para los siguientes álbumes con la compañía alemana SPV GmbH. Por este motivo, los miembros de la banda no consideran este disco en directo como parte de su discografía oficial.

## Lista de temas

### CD1
1. Itsari
2. Roots Bloody Roots
3. Spit
4. Territory
5. Monologo Ao Pe Do Ouvido
6. Breed Apart
7. Attitude
8. Cut-Throat
9. Troops of Doom
10. Beneath The Remains / Mass Hypnosis
11. Born Stubborn
12. Desperate Cry
13. Necromancer
14. Dusted
15. Endangered Species

### CD2
1. We Who Are Not As Others
2. Straighthate
3. Dictatorshit
4. Refuse/Resist
5. Arise / Dead Embryonic Cells
6. Slave New World
7. Biotech Is Godzilla
8. Inner Self
9. Policía
10. We Gotta Know
11. Kaiowas
12. Ratamahatta
13. Orgasmatron

- Datos: Q2480375